# Екатериновское сельское поселение (Сальский район)
Екатери́новское се́льское поселе́ние — муниципальное образование в Сальском районе Ростовской области Российской Федерации.
Административный центр — село Екатериновка.

## История
Екатериновское сельское поселение создано на базе ранее существовавших административно-территориальных единиц: Бараниковского, Екатериновского и Шаблиевского сельсоветов Сальского района (до 2005 года).
Границы и статус  Екатериновского сельского поселения  определены Областным законом от 27 декабря  2004 № 233 ЗС   «Об установлении границ и наделении соответствующим статусом муниципального образования «Сальский  район» и муниципальных образований в его составе».
Административным центром сельского поселения стало село Екатериновка. Прежние сельсоветы были упразднены.
Кроме этого, на территории Екатериновского сельского поселения расположены крупные сельскохозяйственные предприятия ООО «Агро-Мичуринское» (в состав которого вошли бывший совхоз «Мичуринский» и ордена Ленина колхоз «Путь Ильича» (с. Шаблиевка), ООО «Бараниковское» (в состав которого вошёл бывший совхоз «Октябрьский»).

## Местное самоуправление
Собрание депутатов
Представительным органом местного самоуправления на территории поселения является Собрание депутатов. Состав депутатов 4-го созыва состоит из 10 человек, избранных по трём многомандатным избирательным округам. Председателем Собрания депутатов - главой Екатериновского сельского поселения является Бахметенко Наталья Николаевна. Заместителем председателя Собрания депутатов Екатериновского сельского поселения является Кайсина Наталья Николаевна.
Администрация поселения
Исполнительно-распорядительным органом местного самоуправления является Администрация Екатериновского сельского поселения, возглавляемое Главой администрации. Глава Администрации Екатериновского сельского поселения Абрамова Наталья Леонидовна.

## Состав сельского поселения
| № | Населённый пункт | Тип населённого пункта       | Население |
| - | ---------------- | ---------------------------- | --------- |
| 1 | Бараники         | село                         | ↘873      |
| 2 | Екатериновка     | село, административный центр | ↘1973     |
| 3 | Новый Маныч      | село                         | ↘290      |
| 4 | Шаблиевка        | село                         | 1375      |

## Памятники и мемориалы
- Памятник на братской могиле. По официальным данным в братской могиле захоронено более 700 советских солдат и командиров. Памятник представляет собой пятиметровую скульптуру воина с автоматом в руке[4].
- Памятник воинам, погибшим в годы Великой Отечественной войны  в боях при освобождении  села. Братская могила в с.  Екатериновка. Памятник  состоит из скульптур двух воинов, которые приспустили знамя и дают салют в честь победителей. В братской могиле около памятника захоронено около пятисот офицеров, сержантов и солдат,  погибших при освобождении села.
- Мемориал  погибшим в годы Великой Отечественной войны в селе Бараники. Композиция  мемориала состоит из статуи солдата в плащ-палатке с опущенным автоматом и каской в руке, застывшей в скорби по тем, кто погиб и не вернулся домой и барельефа с изображением  картины ожесточенного боя. Рядом размещены  плиты с именами погибших односельчан. В год 50-летия Победы состоялось торжественное открытие мемориала. Площадь захоронения составляет 400 м², вся территория выложена тротуарной плиткой.
- Мемориал-обелиск погибшим  при освобождении села Новый Маныч.  На высоком  кургане у села Новый Маныч  находится скульптура солдата с винтовкой за плечом. Скульптура изготовлена из монолитного бетона. На курган в монументу ведут два ряда ступеней. У подножия кургана установлены две бетонные стены с мраморными мемориальными плитами и три небольшие мемориальные плиты.   На плитах высечены имена погибших солдат.  Перед памятником, в  центре площадки, надгробие и «вечный огонь с надписью: «В кровопролитных боях за освобождение Родины с 13 по 18 января 1943 г. погибли и похоронены здесь советские воины – 489 человек. Вечная память Героям – освободителям». Памятник был открыт в  девяностых годах 20 века.
- Памятник воинам, погибшим в годы Великой Отечественной войны. Село Шаблиевка.
- «Мать – Родина». Памятник односельчанам,  погибшим в годы Великой Отечественной войны. Село Шаблиевка. Памятник  установлен  9 Мая 1975 года в сельском парке в центре села Шаблиевка около воинского захоронения. На каменных плитах памятника написаны 86  фамилий шаблиевцев, погибших в годы Великой Отечественной войны. Впереди памятника возвышается  скульптура женщины – матери, сжимающей в руках над головой автомат. На памятнике высечены слова: «Вечная слава от благодарных потомков односельчанам нашим, жизнь отдавшим за счастье Отчизны. Они умирали, чтобы мы жили».

## Население
| 2010  | 2012  | 2013  | 2014  | 2015  | 2016  | 2017  |
| ----- | ----- | ----- | ----- | ----- | ----- | ----- |
| 4511  | ↘4448 | ↘4397 | ↘4363 | ↘4331 | ↘4286 | ↘4223 |
| 2018  | 2019  | 2020  | 2021  |       |       |       |
| ↘4195 | ↘4172 | ↘4139 | ↘4126 |       |       |       |